# شورتشة (غلبايغان)
شورتشة (بالفارسية: شورچه) هي قرية تقع في قسم نيوان الريفي في إيران. يقدر عدد سكانها بـ 101 نسمة بحسب إحصاء 2016.